# NGC 6718
NGC 6718 (również PGC 62688) – galaktyka spiralna z poprzeczką (SBb), znajdująca się w gwiazdozbiorze Pawia. Odkrył ją John Herschel 23 czerwca 1835 roku.